# FK Ural Iekaterinburg
El FK Ural Iekaterinburg o FK Ural Sverdlovsk Oblast (rus: ФК Урал) és un club de futbol rus de la ciutat de Iekaterinburg (antiga Sverdlovsk).

## Història
Evolució del nom:
- 1930: Uralmashstroy Sverdlovsk
- 1933: Uralmashzavod Sverdlovsk
- 1937: Avangard Sverdlovsk
- 1958: Mashinostroitel Sverdlovsk
- 1960: Uralmash Sverdlovsk
- 1991: Uralmash Iekaterinburg
- 2003: Ural Iekaterinburg

El club jugà cinc temporades a la primera divisió russa entre 1992 i 1996, i arribà a classificar-se per la Copa de la UEFA. La temporada 2017-18 juga a la primera divisió russa.

## Futbolistes destacats
Números retirats:
- 23-  Pyotr Khrustovskiy, Davanter (2003)